# Ballus sellatus
Ballus sellatus là một loài nhện trong họ Salticidae.
Loài này thuộc chi Ballus. Ballus sellatus được Eugène Simon miêu tả năm 1900.